# The Dodos
The Dodos är ett indieband som består av Meric Long och Logan Kroeber som båda kommer från San Francisco.
Det är svårt att säga vilken genre bandet spelar, eftersom de experimenterar med nya genrer och idéer väldigt ofta, vanligtvis brukar man dock placera dem i genrerna indierock, psykedelisk folk eller noise rock. 

## Medlemmar

### Ordinarie medlemmar
- Meric Long - sång, gitarr (2005-nutid)
- Logan Kroeber - trummor, slagverk (2005-nutid)

### Turnémedlemmar
- Joe Haener - xylofon, slagverk (2009)
- Keaton Snyder - xylofon, slagverk (2009–2011)
- Christopher Reimer - gitarr (2011; dog 2012)
- Joe Haege - gitarr, sång (2013-nutid)

## Diskografi

### Album
- Dodo Bird Meric Long (2005)
- Beware of the Maniacs (Frenchkiss Records/Wichita Recordings, 2006)
- Visiter (2008) (Frenchkiss Records/Wichita Records, 2006)
- Time To Die (2009)
- No Color (2011)
- Carrier (2013) (Polyvinyl Record Co.)
- Individ (2015) (Polyvinyl Record Co.)
- Certainty Waves (2018) (Polyvinyl Record Co.)

### Singlar
- "Red and Purple" (2008)
- "Fools" (2008)
- "Fables" (2009)
- "Longform" (2009)
- "Black Night" (2011)
- "Companions" (2011)
- "Good" (2011)
- "Confidence" (2013)